# Condado de Outagamie
El condado de Outagamie (en inglés: Outagamie County), fundado en 1850, es uno de 72 condados del estado estadounidense de Wisconsin. En el año 2000, el condado tenía una población de 160,971 habitantes y una densidad poblacional de 97 personas por km². La sede del condado es Appleton.

## Geografía
Según la Oficina del Censo, el condado tiene un área total de 1,668 km², de la cual 1,658 km² es tierra y 10 km² (0.63%) es agua.

### Condados adyacentes
- Condado de Shawano (norte)
- Condado de Brown (este)
- Condado de Calumet (sureste)
- Condado de Winnebago (suroeste)
- Condado de Waupaca (oeste)

## Demografía
En el censo de 2000, había 160,971 personas, 60,530 hogares y 42,189 familias residiendo en el condado. La densidad poblacional era de 97 personas por km². En el 2000 había 62,614 unidades habitacionales en una densidad de 38 por km². La demografía del condado era de 93.87% blancos, 0.54% afroamericanos, 1.54% amerindios, 2.23% asiáticos, 0,03% isleños del Pacífico, 0.81% de otras razas y 0.98% de dos o más razas. 1.99% de la población era de origen hispano o latino de cualquier raza.

## Localidades
| Ciudades - Appleton - Sede - Kaukauna - New London - Seymour Villas - Bear Creek - Black Creek - Combined Locks - Hortonville - Howard - Kimberly - Little Chute - Nichols - Shiocton - Wrightstown | Pueblos - Black Creek (pueblo) - Bovina - Buchanan - Center - Cicero - Dale - Deer Creek - Ellington - Freedom - Grand Chute - Greenville (pueblo) - Hortonia - Kaukauna (pueblo) - Liberty - Maine - Maple Creek - Oneida (pueblo) - Osborn - Seymour (pueblo) - Vandenbroek | Áreas no incorporadas - Binghamton - Center Valley - Dale - Darboy - Five Corners - Greenville - Isaar - Leeman - Mackville - Medina - Oneida - Stephensville - Sugar Bush Comunidades amerindias - Oneida Nation of Wisconsin |